# Carpatair
Carpatair is een regionale luchtvaartmaatschappij met als thuishaven Timișoara, Roemenië. Zij richt zich op Wet lease en chartervluchten.

## Geschiedenis
Carpatair werd in 1993 gesticht en begon in februari 1999 diensten te leveren in Cluj-Napoca. Zij begon onder de naam Veg Air met één geleende Jakovlev Jak-40 van MDV. De huidige naam werd in december 1999 aangenomen toen Zwitserse beleggers zich bij het bedrijf aansloten. De luchtvaartmaatschappij is bezit van Roemeense aandeelhouders (51%) en SC Veg Invest (49%). Op het hoogtepunt waren er meer dan 400 mensen in dienst. Zij leverde tot 2015 diensten naar 25 bestemmingen in 6 landen. Haar belangrijkste hub was Traian Vuia International Airport, Timișoara en haar tweede basis was Henri Coandă International Airport in Boekarest. Carpatair werkte volgens het hub-and-spoke principe, waarbij alle buitenlandse vluchten eerst op Timișoara aan kwamen en vervolgens de passagiers per binnenlandse vlucht over het land verdeeld werden. Tot 2012 werkte dit systeem goed genoeg om de concurrentie met de nationale luchtvaartmaatschappij van Roemenië, TAROM aan te gaan. De komst van low cost carriers als Wizz Air en Blue Air noopte Carpatair tot het aanpassen van zijn formule. Men schafte een Boeing 737 om zo verder en met meer passagiers tegelijkertijd te kunnen vliegen op de lucratieve Italiaanse bestemmingen. Moldavian Airlines was een onderdeel van Carpatair groep en vliegt vanuit Chisinau.
De huidige bestuursvoorzitter van Carpatair is Nicolae Petrov.

## Diensten
Carpatair levert wet-lease-mogelijkheden en chartervluchten aan, zoals ook ad-hoccharters voor voetbalploegen.

### Binnenlandse vluchten
- van Timișoara naar Arad (per bus), Boekarest, Constanța, Craiova, Sibiu, Iași, en Bacau.

### Internationale vluchten
- van Timișoara naar Ancona, Bari, Bologna, Tsjernivtsi, Chisinau, Düsseldorf, Florence, Lviv, Milaan Bergamo, München, Rome Fumicino, Stuttgart, Venetië en Verona;
- van Boedapest naar Venetië;
- van Chisinau naar Boedapest;
- van Craiova naar Rome Fumicino.
- van Warschau naar Amsterdam
- van Tallinn naar Brussel

### Code share
- Aegean Airlines naar Heraklion, Rhodos, Thessaloniki;
- Meridiana naar Cagliari;
- Alitalia naar meer dan 90 bestemmingen.

### Opgeheven bestemmingen
- Denemarken - Kopenhagen
- Frankrijk - Basel/Mulhouse, Parijs
- Duitsland - Dortmund, Frankfurt
- Griekenland - Thessaloniki
- Hongarije - Budapest
- Italië - Napels, Pescara, Perugia, Rome-Ciampino, Turijn, Treviso, Triëste, Verona
- Kroatië - Zagreb
- Malta - Luqa
- Oekraïne - Kiev, Odessa
- Oostenrijk - Wenen
- Polen - Warschau
- Portugal - Faro
- Roemenië - Baia Mare, Cluj-Napoca, Boekarest-Baneasa, Oradea, Satu Mare, Suceava
- Slovenië - Ljubljana
- Turkije - Istanbul
- Verenigd Koninkrijk - Londen
- Marokko - Agadir,Casablanca,Oudjja,Nador en Rabat

## Luchtvloot
De luchtvloot van Carpatair bestaat uit de volgende vliegtuigen (2023):
- 2 Fokker 100
- 2 Airbus A319

verder bezat de maatschappij:
- 3 Fokker 70 (een vliegt voor Baltic Air)
- 12 Saab SF-2000 (bedrijf had de grootste Saab 2000 vloot ter wereld)